# Земля в плену
«Земля в плену» — советский немой художественный фильм, драма из жизни дореволюционной России.

## Сюжет
Отставной солдат Яков Коваль возвращается в деревню и крестьянским трудом безуспешно пытается обеспечить свою семью. Чтобы имущество, описанное за долги, не пошло «с молотка», его жена Мария соглашается за плату поступить на службу в дом помещика Бельского. Оказавшись в городе, она становится не только кормилицей господского ребёнка, но и наложницей барина, взявшего в плен крестьянскую землю…

## В ролях
- Анна Стэн — Мария
- Иван Коваль-Самборский — Яков
- Софья Яковлева — Катеринка
- Михаил Нароков — Бельский, помещик
- Анель Судакевич — Аня, дочь Бельского
- Владимир Фогель — зять Бельского
- Пётр Бакшеев — швейцар
- Николай Баталов — земляк Марии
- Софья Левитина — барыня
- Вера Марецкая — проститутка
- Константин Градополов
- Порфирий Подобед
- Иван Чувелев — эпизод

## Съёмочная группа
- Автор сценария: Фёдор Оцеп
- Режиссёр: Фёдор Оцеп
- Оператор: Луи Форестье
- Художник: Сергей Козловский

## Технические данные
- Чёрно-белый, немой
- 7 частей, 2075 м
- Фильм перемонтирован в 1933 году.